# Atlacomulco de Fabela
Atlacomulco de Fabela – miasto w Meksyku, w stanie Meksyk.